# Georgi Petrow (ur. 1974)
Georgi Krystew Petrow (bułg. Георги Кръстев Петров, ur. 25 lutego 1974 w Goce Dełczewie) – piłkarz bułgarski grający na pozycji obrońcy. W swojej karierze rozegrał 6 meczów w reprezentacji Bułgarii.

## Kariera klubowa
Swoją karierę piłkarską Petrow rozpoczął w klubie Pirin Goce Dełczew. Zadebiutował w nim w 1993 roku. W sezonie 1994/1995 występował w Pirinie Błagojewgrad. Z kolei w sezonie 1995/1996 był zawodnikiem Botewu Płowdiw, a w sezonie 1996/1997 występował w Lewskim Sofia.
W 1997 roku Petrow przeszedł do Lewskiego Kiustendił, który w 1998 roku zmienił nazwę na Wełbyżd Kiustendił. Jesienią 1999 został wypożyczony z Wiełbażdu do Bełasicy Petricz.
W 2001 roku Petrow trafił do Łokomotiwu Płowdiw. W 2003 roku trafił na wypożyczenie do chińskiego Liaoning Whowin. W sezonie 2003/2004 wywalczył z Łokomotiwem mistrzostwo Bułgarii. W 2004 roku odszedł do Bełasicy Petricz, w której w 2008 roku zakończył karierę.
| Sezon   | Klub               | Kraj     | Rozgrywki    | Mecze | Bramki |
| ------- | ------------------ | -------- | ------------ | ----- | ------ |
| 1993/94 | Pirin Goce Dełczew | Bułgaria | B PFG        | ?     | ?      |
| 1994/95 | Pirin Błagojewgrad | Bułgaria | A PFG        | 5     | 1      |
| 1995/96 | Botew Płowdiw      | Bułgaria | A PFG        | 24    | 2      |
| 1996/97 | Lewski Sofia       | Bułgaria | A PFG        | 2     | 0      |
| 1997/98 | Lewski Kiustendił  | Bułgaria | A PFG        | 22    | 1      |
| 1998/99 | Wełbyżd Kiustendił | Bułgaria | A PFG        | 25    | 0      |
| 1999/00 | Bełasica Petricz   | Bułgaria | A PFG        | 10    | 0      |
| 1999/00 | Wełbyżd Kiustendił | Bułgaria | A PFG        | 21    | 0      |
| 2000/01 | Wełbyżd Kiustendił | Bułgaria | A PFG        | 22    | 0      |
| 2001/02 | Łokomotiw Płowdiw  | Bułgaria | A PFG        | 29    | 0      |
| 2002/03 | Łokomotiw Płowdiw  | Bułgaria | A PFG        | 12    | 0      |
| 2003    | Liaoning Whowin    | Chiny    | Super League | 22    | 0      |
| 2003/04 | Łokomotiw Płowdiw  | Bułgaria | A PFG        | 2     | 0      |
| 2004/05 | Bełasica Petricz   | Bułgaria | A PFG        | 25    | 0      |
| 2005/06 | Bełasica Petricz   | Bułgaria | A PFG        | 22    | 1      |
| 2006/07 | Bełasica Petricz   | Bułgaria | A PFG        | 22    | 0      |
| 2007/08 | Bełasica Petricz   | Bułgaria | A PFG        | 7     | 0      |

## Kariera reprezentacyjna
W reprezentacji Bułgarii Petrow zadebiutował 17 kwietnia 2002 w przegranym 0:1 towarzyskim meczu z Meksykiem, rozegranym w East Rutherford. Od 2002 do 2003 roku rozegrał w kadrze narodowej 6 spotkań.